# Мокри
Мо́кри (рос. Мокры, чув. Мăкăр) — присілок у складі Канаського району Чувашії, Росія. Входить до складу Чагаського сільського поселення.
Населення — 512 осіб (2010; 574 у 2002).
Національний склад:
- чуваші — 98 %